# هنري أوليفر هانسن
هنري أوليفر هانسن (بالإنجليزية: Henry Oliver Hansen)‏ هو عسكري أمريكي، ولد في 14 ديسمبر 1919 في بوسطن في الولايات المتحدة، وتوفي في 1 مارس 1945 في آيوو جيما في اليابان.